# Shorea myrionerva
Shorea myrionerva är en tvåhjärtbladig växtart som beskrevs av Symington och Peter Shaw Ashton. Shorea myrionerva ingår i släktet Shorea och familjen Dipterocarpaceae. Inga underarter finns listade i Catalogue of Life.